# Centro de Ciencia y Descubrimiento del Noroeste de Florida
El Centro de Ciencia y Descubrimiento del Noroeste de Florida (en inglés: Science and Discovery Center of Northwest Florida) 
es un museo para niños ubicado en la Ciudad de Panamá, Florida al sur de Estados Unidos. Las exposiciones incluyen la ciencia interactiva y muestras de historia natural, áreas de juego para niños pequeños, reptiles vivos y un sendero natural. 
El centro también cuenta con un preescolar en el lugar.
La idea del museo comenzó en 1967 como un museo para niños, con el liderazgo por el Club Junior de la Mujer y el Club de la Ciudad de Panamá para la Mujer. Las Exhibiciones temporales comenzaron en 1969.
El Museo Juvenil del condado de Bay abrió en 1981. El edificio actual se inauguró en 2010, y el nombre del museo se cambió por el actual en 2011. 